# Bad Hofgastein
Bad Hofgastein is een gemeente in de Oostenrijkse deelstaat Salzburger Land, en maakt deel uit van het district Sankt Johann im Pongau.
Bad Hofgastein telt 6727 inwoners.
Bad Hofgastein ligt in het Gasteinertal en grenst aan de Hohe Tauern. Bad Hofgastein en Bad Gastein zijn bekend als Kurort en hebben heilzame radonbronnen.
Altenmarkt im Pongau ·
Bad Gastein ·
Bad Hofgastein ·
Bischofshofen ·
Dorfgastein ·
Eben im Pongau ·
Filzmoos ·
Flachau ·
Forstau ·
Goldegg im Pongau ·
Großarl ·
Hüttau ·
Hüttschlag ·
Kleinarl ·
Mühlbach am Hochkönig ·
Pfarrwerfen ·
Radstadt ·
St. Johann im Pongau ·
St. Martin am Tennengebirge ·
St. Veit im Pongau ·
Schwarzach im Pongau ·
Untertauern ·
Wagrain ·
Werfen ·
Werfenweng
- Gemeinsame Normdatei: 4095468-7
- Library of Congress Control Number: n85287453
- MusicBrainz: ee8b3d68-eb6f-43c4-b197-453ec29921cc
- Nationale Bibliotheek van Tsjechië: ge828353
- Nationale Bibliotheek van Israël: 987007567128405171
- Virtual International Authority File: 156584976
- WorldCat: E39PCjDDBvDvwGjbtkfBQ6V7gX